# E007

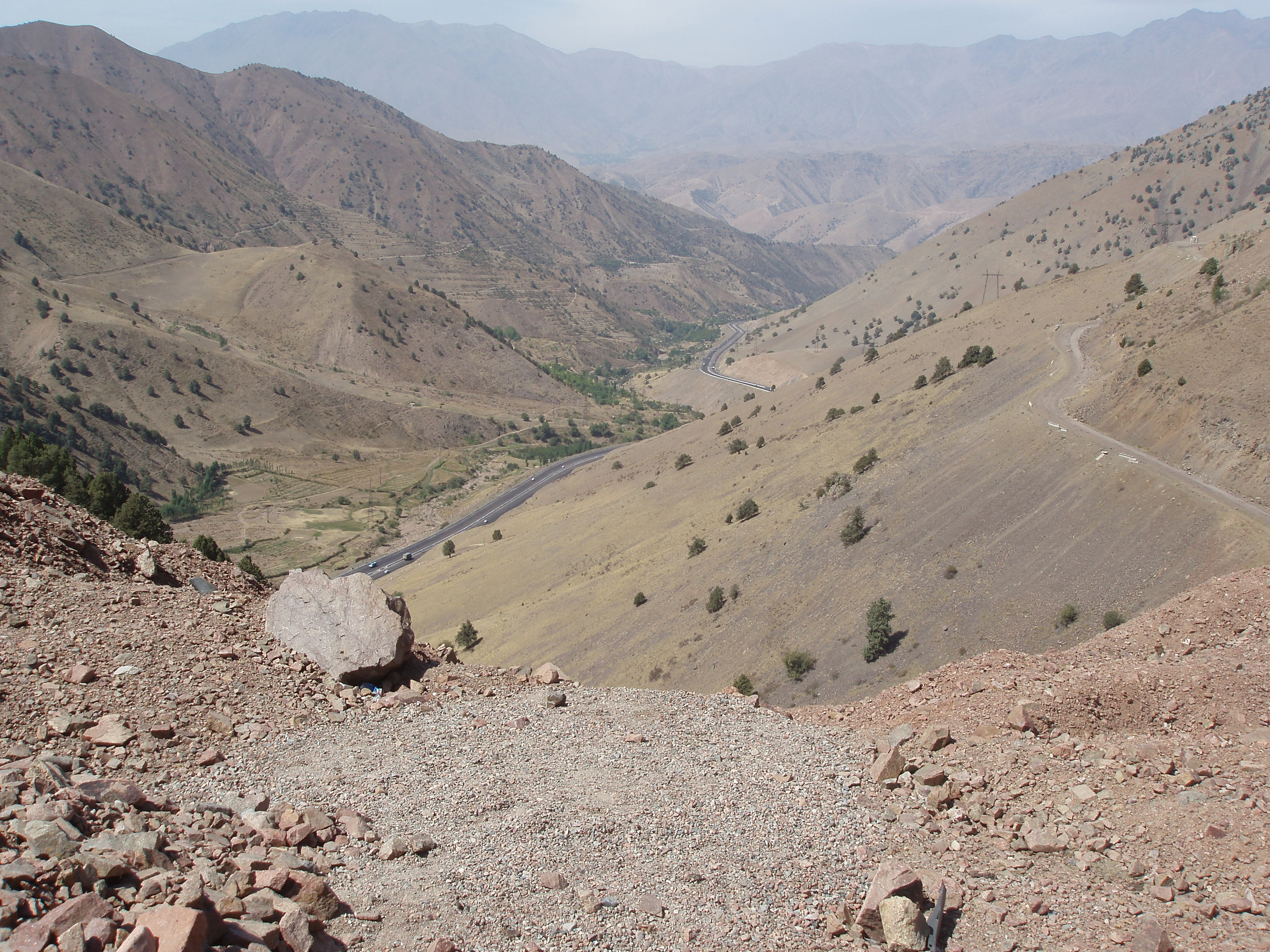
Kamchikpasset i Uzbekistan

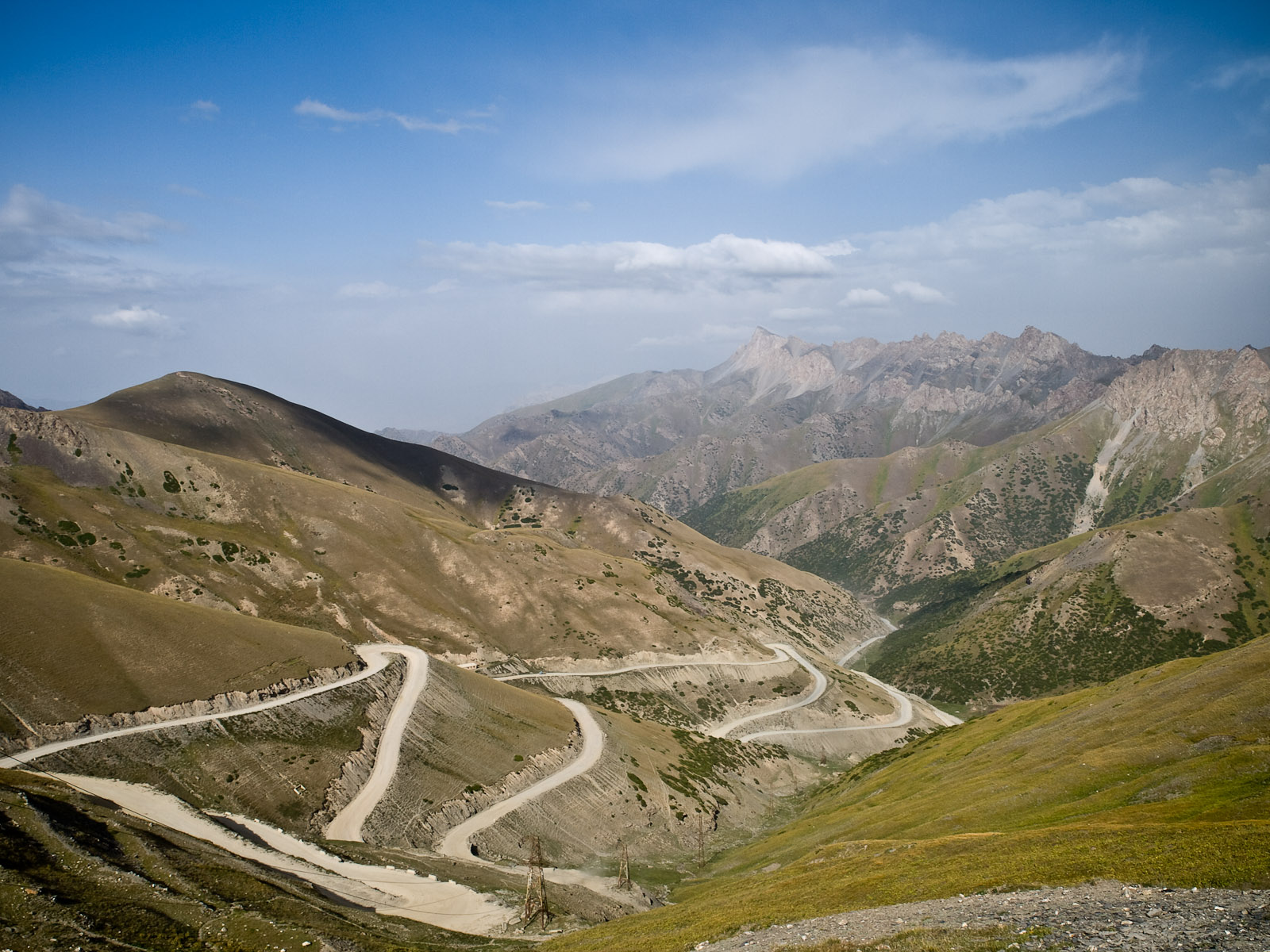
Uppfarten till det 3 615 m höga Taldykpasset

E007 eller Europaväg 007 är en europaväg som börjar i Tasjkent i Uzbekistan och slutar i Irkesjtam i Kirgizistan. Längd 600 km. Denna väg har inget samband med europavägen E7 (i Frankrike och Spanien) trots sina likheter i vägnumret.

## Sträckning
Tasjkent - Kokand - Andizjan - (gräns Uzbekistan-Kirgizistan) - Osj - Irkesjtam
Irkesjtam ligger vid gränsen mot Kina.
Nationella vägnummer är A373 mellan Tasjkent och Osj, M41 mellan Osj och Sary-Tasj och A371 mellan Sary-Tasj och Irkesjtam.
Nära Sary-Tasj finns ett bergspass, Taldykpasset, på 3 615 m höjd, en av de högsta höjder en europaväg når, mycket högre än i Alperna.

## Historia
Europavägnumret infördes cirka år 2000 på samma sträcka som nu, Tasjkent-Irkesjtam.

## Anslutningar till andra europavägar
- E123 i Tasjkent
- E006 i Kokand
- E60 mellan Sary-Tasj och Irkesjtam